# خلنج ثلجي
خلنج ثلجي (الاسم العلمي:Erica nivalis) هو نوع من النباتات يتبع جنس الخلنج من الفصيلة الخلنجية.